# 賽克爾冰川
賽克爾冰川（英語：Cycle Glacier），是南極洲的冰川，位於維多利亞地的斯科特海岸，長6公里，最終注入麥基冰川，在1995年由新西蘭地理委員會命名，現時由南極條約體系管理。